# ATB (철도 신호)

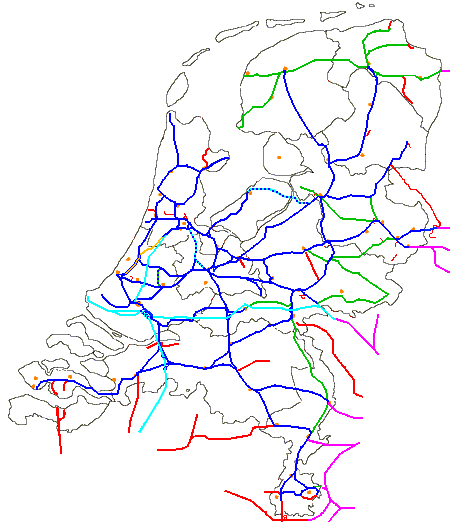
네덜란드에서 사용하는 철도 신호 시스템:
ETCS 1/2단계
ATB-NG
ATB+
ATB-EG
PZB
없음

ATB(네덜란드어: Automatische treinbeïnvloeding)는 네덜란드에서 사용하는 철도 신호 시스템이다.

## ATB-EG
ATB-EG(네덜란드어: ATB éérste generatie, 초기 세대 ATB)는 현재까지도 네덜란드 철도의 대다수에서 사용하고 있으며, 1950년대에 개발을 시작하였다. 1962년 1월 8일 Harmelen에서 열차 사고가 일어난 이후 설치가 급속도로 진행되었다. 75Hz 펄스를 서로 다른 주파수로 발사하는 방법으로 열차의 최고 속도를 알려 준다.
| 표시 | 제한 속도                                                               | 분당 펄스 수 |
| ---- | ----------------------------------------------------------------------- | ------------ |
|      | 40 km/h                                                                 | 없음         |
| 6    | 60 km/h                                                                 | 220          |
| 8    | 80 km/h                                                                 | 180          |
| 13   | 130 km/h 최고 속도 130km/h 이상의 철도 차량에만 존재함                  | 120          |
|      | 차량 최고 속도(최대 140km/h)                                            | 96           |
| BD   | 수동 제어 필요(ATB 꺼짐) 네덜란드어로 BD(Buiten Dienst)는 고장을 의미함 | 75           |

### ATB-E
ATB-E(네덜란드어: ATB Eenvoudig, 간단한 ATB)는 ATB-EG의 간략화된 변종이다. 열차에는 신호 수신부만 장착하면 되고 중앙 제어 유닛은 탈부착이 가능하다. 과거에 운행되었던 증기 기관차 및 네덜란드 밖에서 생산된 기관차에 사용하는 시스템이다.

### ATB++/ATB-Vv
ATB만으로는 40km/h 이하의 저속을 제어할 수 없고, 때때로 정지 신호가 오동작할 때도 있다. 그래서 이를 보완하기 위하여 ATB++(나중에 ATB-Vv(ATB Verbeterde Versie, 개선된 ATB)로 개명됨)가 설치되었다. NedTrain에서 ATB++라는 이름을 먼저 제안하였고, 나중에 네덜란드 철도에서 알스톰을 통해 이를 구현할 때 ATB-Vv라는 이름을 사용하였다. 추가적인 궤도상 장비를 통해 구현되었다.

## ATB-NG

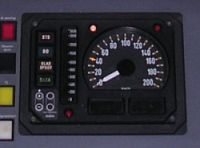
ATB-NG 장착 차량의 계기판.

ATB-NG(네덜란드어: ATB nieuwe generatie, 신세대 ATB)는 다음과 같은 ATB-EG의 결함을 개선하기 위해서 만든 새로운 신호다.
- 비상 제동 신호가 없다.
- 제어할 수 있는 속도의 간격이 부적절하다. (80km/h와 130km/h 사이가 비어 있다.)
- 140km/h 이상의 속도를 지원하지 않는다.
- 선로 상태가 좋지 못할 경우 신호를 받을 수 없다.

ATB-NG는 이 결함들을 개선하였고 0km/h부터 200km/h까지 10km/h 간격으로 속도를 제어할 수 있다. 제동 체결 역시 기관차의 중량에 따라서 달라진다. ATB-NG가 개발된 후 한참 뒤에 개발되었고, 접근하는 방법이 다르기 때문에 기본적으로 둘은 호환되지 않는다. 이 둘은 같이 설치해도 간섭이 발생하지 않기 때문에 ATB-NG와 ATB-EG 차상자는 보통 같이 설치되어 있다.
ATB-EG의 특허를 ACEC-알스톰이 가지고 있기 때문에 타 회사 기관차에 설치할 수 없었고, 따라서 상호 호환성에서 문제가 되었다. 그래서 Betuweroute에는 유럽 표준 ERTMS 2단계가 설치되었다.

### ATB+
ATB+(기술 이름: ATBM+)는 탈리스가 달리기 위해서 개조된 신호로, 최고 속도는 160km/h이다. ATB-EG에서 최고 속도 140km/h를 가리킬 때 ATB-NG 지상자에서 ATBM+ 신호가 같이 전송되어 최고 속도 160km/h를 낼 수 있게 한다. 덴하흐-Hoffddorp 사이에 설치되어 있다.

## 같이 보기
- 자동 경고 시스템